# Provincia di Prachuap Khiri Khan
La provincia di Prachuap Khiri Khan si trova in Thailandia, nella regione della Thailandia Centrale. Si estende per 6.367,6 km², ha 494.299 abitanti ed il capoluogo è il distretto di Mueang Prachuap Khiri Khan, nel cui territorio vi è la città omonima. La città più popolosa della provincia è Hua Hin, noto centro balneare.

## Geografia antropica

### Suddivisioni amministrative

Mappa degli Amphoe

La provincia è suddivisa in 8 distretti (amphoe). Questi a loro volta sono suddivisi in 48 sottodistretti (tambon) e 388 villaggi (muban).
| 1. Mueang Prachuap Khiri Khan 2. Kui Buri 3. Thap Sakae 4. Bang Saphan | 1. Bang Saphan Noi 2. Pran Buri 3. Hua Hin 4. Sam Roi Yot |